# 堺港発電所
堺港発電所（さかいこうはつでんしょ）は、大阪府堺市西区築港新町1-2にある関西電力の天然ガス火力発電所。

## 概要
1962年4月1日着工、同年10月15日に杭打ちを開始し、同年11月1日に起工式が行われ、1964年12月に1号機が運転を開始（当時は世界最大級の火力発電所とされた）、8号機までが建設された。当初は石油専焼だったが、後にLNG混焼に改造された。
老朽化に伴い2009年から2010年にかけて設備更新を行い、旧設備を廃止し新たに1,500℃級コンバインドサイクル発電方式の設備が建設された。             

## 発電設備
- 総出力：200万kW[4]
- 発電方式：1,500℃級コンバインドサイクル発電(More Advanced Combined Cycle)方式
- 使用燃料：LNG
- 熱効率：58.0%（低位発熱量基準）

1号機
定格出力：40万kW
　ガスタービン：26万8,100kW × 1軸
　蒸気タービン：13万1,900kW × 1軸
営業運転開始：2009年（平成21年）4月1日
2号機
定格出力：40万kW
　ガスタービン：26万8,100kW × 1軸
　蒸気タービン：13万1,900kW × 1軸
営業運転開始：2009年（平成21年）7月1日
3号機
定格出力：40万kW
　ガスタービン：26万8,100kW × 1軸
　蒸気タービン：13万1,900kW × 1軸
営業運転開始：2009年（平成21年）10月15日
4号機
定格出力：40万kW
　ガスタービン：26万8,100kW × 1軸
　蒸気タービン：13万1,900kW × 1軸
営業運転開始：2010年（平成22年）4月28日
5号機
定格出力：40万kW
　ガスタービン：26万8,100kW × 1軸
　蒸気タービン：13万1,900kW × 1軸
営業運転開始：2010年（平成22年）9月17日

## 廃止された発電設備
- 総出力：200万kW
- 発電方式：汽力発電方式

旧1号機（廃止）
定格出力：25万kW
使用燃料：重油、原油、LNG
営業運転期間：1964年12月9日 - 2006年10月
旧2号機（廃止）
定格出力：25万kW
使用燃料：重油、原油、LNG
営業運転期間：1965年8月29日 - 2006年10月
旧3号機（廃止）
定格出力：25万kW
使用燃料：重油、原油、LNG
営業運転期間：1966年4月26日 - 2006年10月
旧4号機（廃止）
定格出力：25万kW
使用燃料：重油、原油、LNG
営業運転期間：1967年3月1日 - 2006年10月
旧5号機（廃止）
定格出力：25万kW
使用燃料：重油、原油、LNG
営業運転期間：1967年10月2日 - 2006年10月
旧6号機（廃止）
定格出力：25万kW
使用燃料：重油、原油、LNG
営業運転期間：1968年2月2日 - 2006年10月
旧7号機（廃止）
定格出力：25万kW
使用燃料：重油、原油、LNG
営業運転期間：1970年10月6日 - 2006年10月
旧8号機（廃止）
定格出力：25万kW
使用燃料：重油、原油、LNG
営業運転期間：1971年2月25日 - 2006年10月